# Métro léger de Lusail
Le métro léger de Lusail (قطار النقل الخفيف بمدينة لوسيل) est un tramway desservant la ville nouvelle de Lusail au Qatar.
Le tramway de Lusail est exploité et maintenu, comme le métro de Doha, pendant 20 ans par RKH Qitarat, la coentreprise formée par Hamad Group (51 %) et les opérateurs de transport français Keolis et RATP Dev (49 %), pour le compte de Qatar Rail.
Un premier tronçon a été ouvert au public le 1er janvier 2022.

## Histoire
Le tramway de Lusail est réalisé par QDVC, filiale qatari de Qatari Diar (51 %) et de Vinci Construction Grands Projets (49 %), en vertu d'un contrat attribué en août 2011 et signé le 23 juin 2014 à Paris en présence du Président de la République française, François Hollande, de l’émir Sheikh Tamim ben Hamad Al Thani et de Patrick Kron, président-directeur général d’Alstom,.
En janvier 2018, à l'occasion de la sortie d'usine de la première rame, Qatar Rail précise que le projet est complété « à 71% », pour une mise en service en 2020.

## Caractéristiques
Le futur tramway de Lusail comprendra 3 lignes avec au total 25 stations sur 19 km de voies.

## Exploitation

### Contrat
L'appel d'offres pour l'exploitation et la maintenance du tramway de Lusail a été lancé par Qatar Rail en mai 2015. Les deux opérateurs de métro automatique français, Keolis et RATP Dev, ont candidaté ensemble dans le cadre d'un groupement. Les autres candidats préqualifiés étaient: Arriva/DB International GmbH, West Japan Railway Company/Mitsubishi, MTR Corporation (métro de Hong Kong), Serco et Transdev.  Finalement, ce sont Keolis et RATP Dev qui l'ont emporté, en vertu d'un contrat d'une durée de 20 ans signé le 7 décembre 2017 à Doha entre Qatar Rail et RKH Qitarat, la coentreprise formée par Hamad Group (51 %) et Keolis-RATP Dev (49 %). Le contrat a été signé à l'occasion d'une rencontre entre le Président de la République française, Emmanuel Macron, et de l’émir Sheikh Tamim ben Hamad Al Thani.

### Matériel roulant
Le tramway de Lusail sera équipé de 35 rames du type Citadis 305 assemblées par Alstom dans ses usines de Aytré, près de La Rochelle, en France, et de Barcelone, en Espagne. Les rames auront une longueur de 32 mètres, disposeront des équipements APS et auront une capacité de 207 passagers,.
Le design des rames, dont la face avant s’apparente à la proue d’un vaisseau, s’inspire des boutres, des navires originaires de la région. Le design intérieur est constitué des éléments architecturaux de la région, avec des touches de jaune qui rappellent la fleur de Lusail.